# فرج‌الله نسیمیان
فرج‌الله نسیمیان کارگردان، تهیه‌کننده و فیلم‌نامه‌نویس یهودی اهل ایران است.

## زندگی‌نامه
وی تا سال ۱۳۳۸ از شرکای استودیو عصر طلایی بود و بعد از کناره‌گیری به تاسییس دفتر مستقل «سازمان سینمایی نسیمیان» دست زد. فیلمسازی را از سال ۱۳۴۰ با فیلم «آتشپارهٔ تهران» به عنوان نویسنده، کارگردان و تهیه‌کننده با مشارکت ناجی عقراوی آغاز کرد. ایشان مؤسس دفتر سیتنایی سوپرسین فیلام نیز بوده است. تا زمان ترک ایران و اقامت در نیویورک به کار واردات فیلم‌های خارجی اشتغال داشت.

## فیلمشناسی
- بازگشت به زندگی (تهیه‌کننده ۱۳۳۶)
- می‌میرم برای پول (تهیه‌کننده ۱۳۳۸)
- آتشپاره تهران (تهیه‌کننده کارگردان نویسنده ۱۳۴۰)
- نصیب و قسمت (تهیه‌کننده ۱۳۴۱)
- گذشت (تهیه‌کننده کارگردان ۱۳۴۱)
- من مادرم (تهیه‌کننده کارگردان نویسنده ۱۳۴۴)
- محکوم (کارگردان ۱۳۴۲)